# Bahnhof Schee

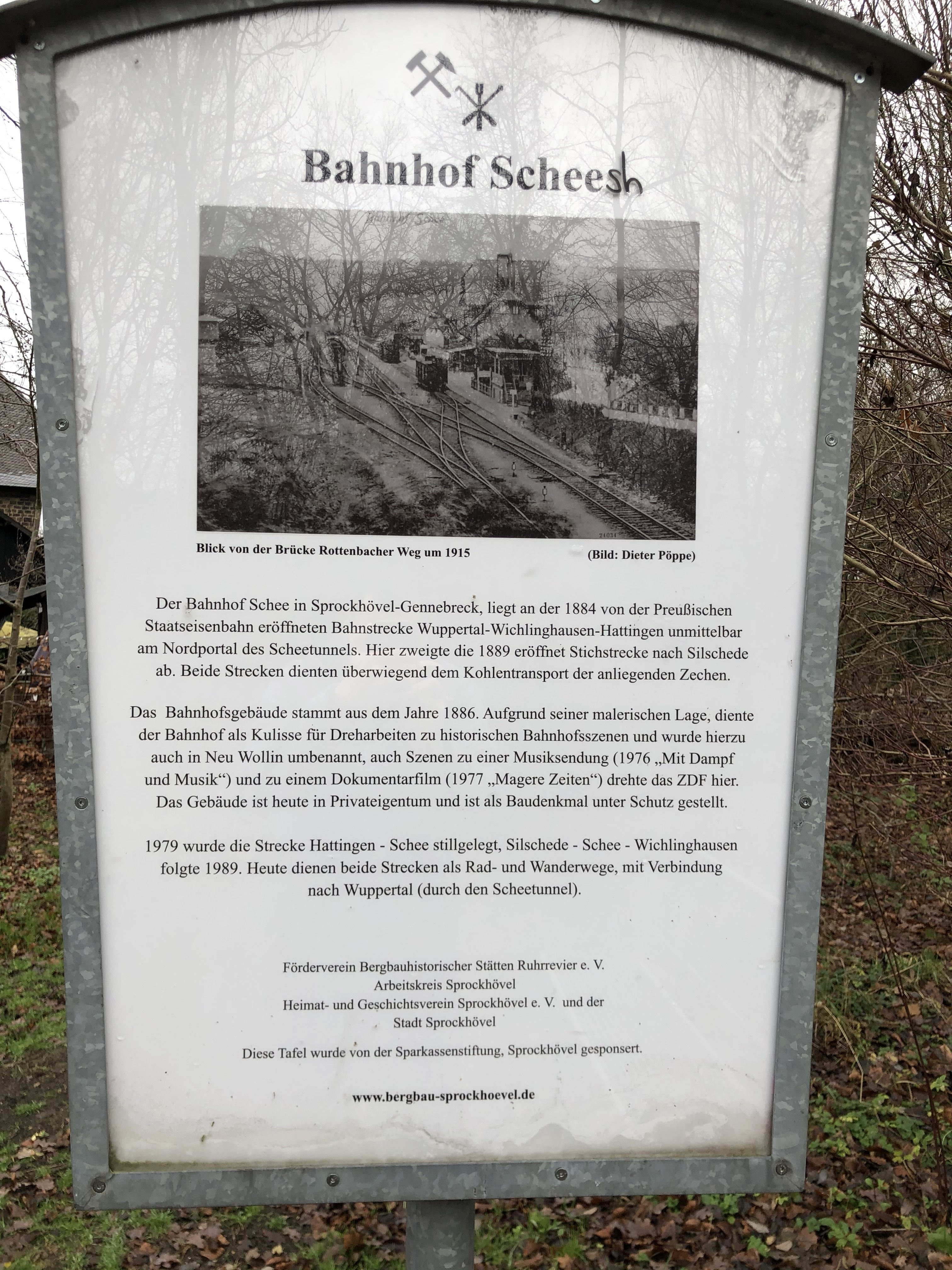
Infoschild vor dem Bahnhof

Der Bahnhof Schee ist ein ehemaliger Bahnhof und heutiger Wohnplatz in Sprockhövel-Gennebreck.

## Geschichte des Bahnhofs
Der Bahnhof befindet sich an der 1884 von den Preußischen Staatseisenbahnen eröffneten und in diesem Abschnitt weitgehend 1979 stillgelegten Bahnstrecke Wuppertal–Wichlinghausen–Hattingen unmittelbar am Nordportal des Scheetunnels. Vom Bahnhof führte auch eine Stichbahn nach Silschede.

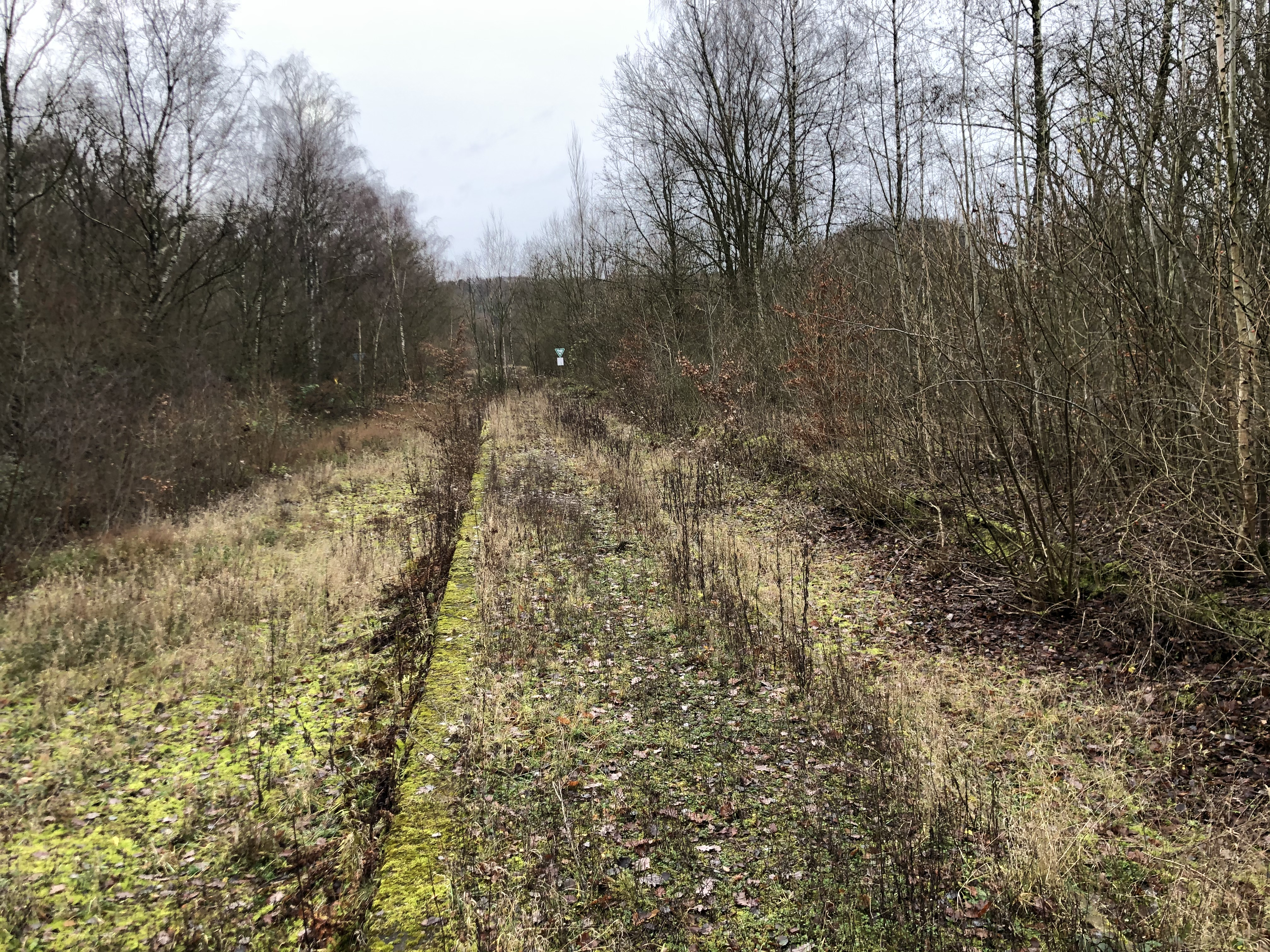
Bahnsteig Schee heute

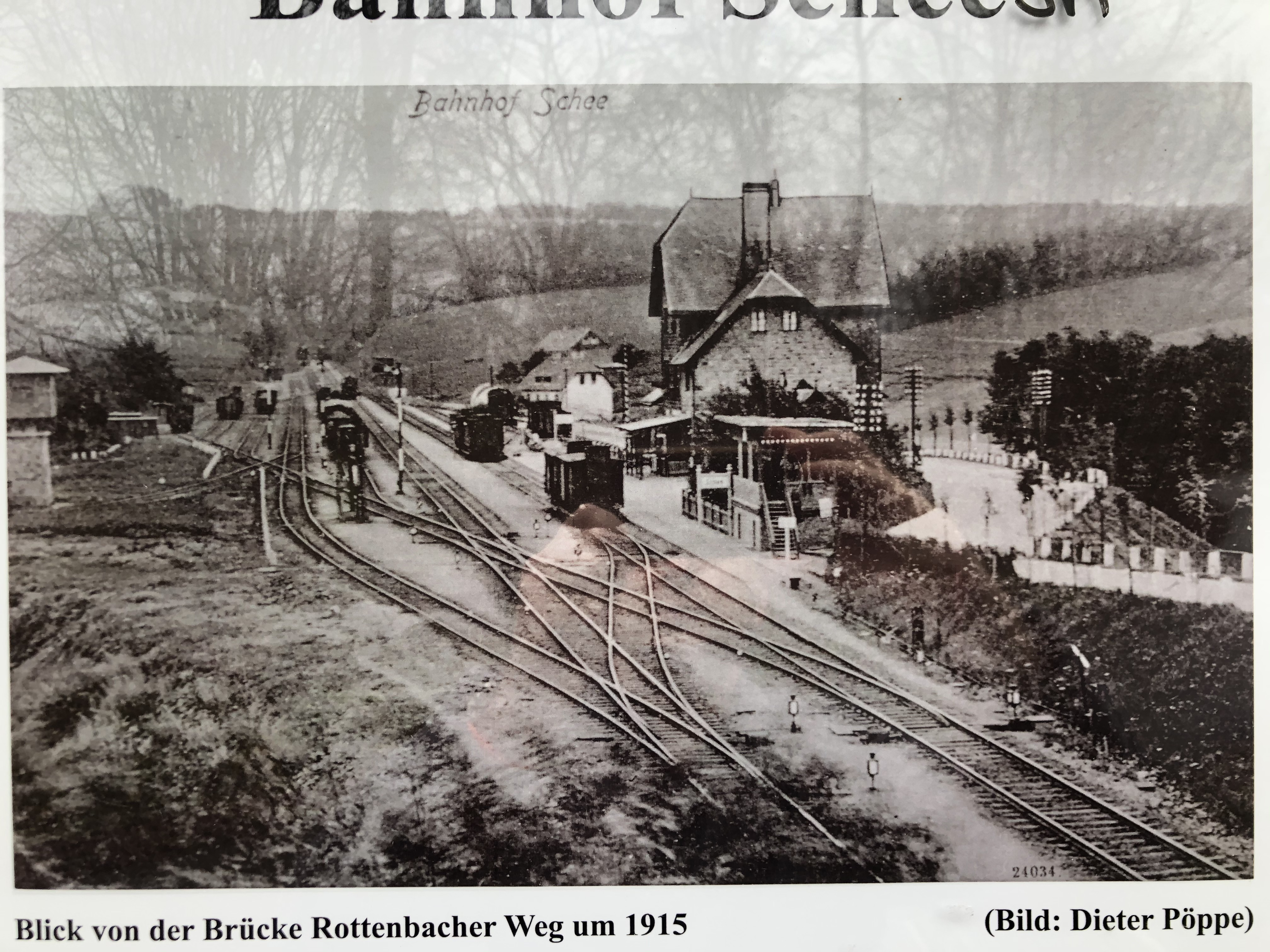
Bild auf dem Infoschild

Das Empfangsgebäude stammt aus dem Jahr 1886, befindet sich heute in Privateigentum und ist als Baudenkmal unter Schutz gestellt. Aufgrund seines originalen Zustandes fanden im Oktober 1976 Dreharbeiten (historische Bahnhofsszenen) zu einem ZDF-Fernsehfilm dort statt.
Der Bahnhof gehörte im Güterverkehr trotz seiner Randlage aufgrund der Kohlentransporte zeitweise zu den umschlagstärksten Bahnhöfen in Preußen. Auf der Bahnstrecke Wuppertal–Wichlinghausen–Hattingen endete der Personenzugverkehr am 30. November 1979, der Güterverkehr 1984. Der Personenverkehr auf der Strecke Schee–Silschede endete 1960, der Güterverkehr erst im Jahre 1989. Dieser führte zuletzt von Wuppertal–Oberbarmen über Wichlinghausen und Schee in Richtung Hiddinghausen.

## Geschichte des Wohnplatzes
Der Bahnhof lag im 19. und 20. Jahrhundert in der Landgemeinde Gennebreck des Amts Haßlinghausen im Landkreis Hagen (ab 1897 Kreis Schwelm, ab 1929 Ennepe-Ruhr-Kreis) ein Stück abseits des namensgebenden Orts Schee.
Das Gemeindelexikon für die Provinz Westfalen gibt 1885 für den Ort Bahnhof Schee eine Zahl von 19 Einwohnern an, die in zwei Wohnhäusern lebten. 1895 besitzt der Ort drei Wohnhäuser mit 23 Einwohnern, 1905 zählt der Ort fünf Wohnhäuser und 74 Einwohner.
Am 1. Januar 1970 wurde das Amt Haßlinghausen aufgelöst und die amtsangehörige Landgemeinde Gennebreck mit dem Bahnhof Schee in die Stadt Sprockhövel eingemeindet.